# Shadrack Kipchirchir
Shadrack Kipchirchir (ur. 22 lutego 1989 w Eldoret) – amerykański lekkoatleta kenijskiego pochodzenia specjalizujący się w biegach długich.
W 2015 był czwarty na igrzyskach panamerykańskich oraz zajął 16. miejsce w biegu na 10 000 metrów podczas mistrzostw świata w Pekinie. Rok później był dziewiętnasty podczas igrzysk olimpijskich w Rio de Janeiro.
Stawał na podium mistrzostw NCAA oraz mistrzostw USA.
Jest członkiem United States Army.

## Osiągnięcia
| Rok  | Impreza                                   | Miejsce        | Konkurencja           | Lokata      | Wynik    |
| ---- | ----------------------------------------- | -------------- | --------------------- | ----------- | -------- |
| 2015 | Igrzyska panamerykańskie                  | Toronto        | bieg na 10 000 metrów | 4. miejsce  | 29:01,55 |
| 2015 | Mistrzostwa świata                        | Pekin          | bieg na 10 000 metrów | 16. miejsce | 28:16,30 |
| 2016 | Igrzyska olimpijskie                      | Rio de Janeiro | bieg na 10 000 metrów | 19. miejsce | 27:58,32 |
| 2017 | Mistrzostwa świata w biegach przełajowych | Kampala        | bieg seniorów         | 21. miejsce | 29:44    |
| 2017 | Mistrzostwa świata                        | Londyn         | bieg na 10 000 metrów | 9. miejsce  | 27:07,55 |
| 2018 | Halowe mistrzostwa świata                 | Birmingham     | bieg na 3000 metrów   | –           | DQ       |
| 2019 | Mistrzostwa świata                        | Doha           | bieg na 10 000 metrów | 10. miejsce | 27:24,74 |

## Rekordy życiowe
- bieg na 5000 metrów (stadion) – 13:18,52 (2016)
- bieg na 5000 metrów (hala) – 13:08,25 (2020)
- bieg na 10 000 metrów – 27:07,55 (2017)